# Raelene Boyle
Raelene Ann Boyle, née le 24 juin 1951 à Coburg, est une athlète australienne.

## Carrière
Sa carrière sportive internationale commence véritablement avec sa participation aux Jeux olympiques d'été de 1968 à Mexico et sa médaille d'argent sur 200 m derrière la Polonaise Irena Szewińska. Sa compatriote Jenny Lamy prenait la troisième place.
Sur 100 m, elle termina au pied du podium et encore cinquième avec le relais 4 × 100 m.
Aux jeux du Commonwealth de 1970, elle remporta trois médailles d'or, sur 100 m, 200 m et en relais 4 × 100 m.
Pour sa deuxième participation aux jeux, en 1972, elle remporta l'argent sur 100 m derrière Renate Stecher mais devant la Cubaine Silvia Chivás. Sur 200 m, elle termina encore deuxième, à nouveau derrière Renate Stecher mais devant cette fois-ci Irena Szewińska qui l'avait privé de l'or quatre ans plus tôt.
Aux jeux du Commonwealth de 1974, elle répéta son exploit de l'édition précédente, en enlevant trois médailles d'or.
Aux Jeux olympiques d'été de 1976, elle se classait quatrième sur 100 m et était disqualifiée pour deux faux départs sur 200 m. La vidéo montra par la suite qu'elle n'avait pas volé son premier faux départ... Elle termina encore cinquième avec le relais.
En 1978 aux jeux du Commonwealth, elle se contenta de l'argent sur 100 m. Elle remporta encore l'or sur 400 m et l'argent en relais 4 × 100 m en 1982.

## Palmarès

### Jeux olympiques d'été
- Jeux olympiques d'été de 1968 à Mexico ( Mexique)
  - 4e sur 100 m
  -  Médaille d'argent sur 200 m
  - 5e en relais 4 × 100 m
- Jeux olympiques d'été de 1972 à Munich ( Allemagne de l'Ouest)
  -  Médaille d'argent sur 100 m
  -  Médaille d'argent sur 200 m
  - 6e en relais 4 × 100 m
  - 6e en relais 4 × 400 m
- Jeux olympiques d'été de 1976 à Montréal ( Canada)
  - 4e sur 100 m
  - disqualifiée sur 200 m
  - 5e en relais 4 × 100 m

### Jeux du Commonwealth
- Jeux du Commonwealth de 1970 à Édimbourg ( Écosse)
  -  Médaille d'or sur 100 m
  -  Médaille d'or sur 200 m
  -  Médaille d'or en relais 4 × 100 m
- Jeux du Commonwealth de 1974 à Christchurch ( Nouvelle-Zélande)
  -  Médaille d'or sur 100 m
  -  Médaille d'or sur 200 m
  -  Médaille d'or en relais 4 × 100 m
- Jeux du Commonwealth de 1978 à Edmonton ( Canada)
  -  Médaille d'argent sur 100 m
- Jeux du Commonwealth de 1982 à Brisbane ( Australie)
  -  Médaille d'or sur 400 m
  -  Médaille d'argent en relais 4 × 400 m